# Metacosmoecus nigrofasciatus
Metacosmoecus nigrofasciatus är en nattsländeart som beskrevs av Schmid 1955. Metacosmoecus nigrofasciatus ingår i släktet Metacosmoecus och familjen husmasknattsländor. Inga underarter finns listade i Catalogue of Life.